# 団体総合
団体総合（だんたいそうごう）とは体操競技で1チームから複数名が演技し、その合計得点を競う種目。演技者数・採用演技数等はルールによって変動する。
団体総合は1896年第1回アテネオリンピックから採用された。
日本が初参加したのは1932年第10回ロサンゼルスオリンピックであり、参加5か国中5位だった。

## 日本の団体総合のメダル

### 男子
- 1956年 メルボルンオリンピック団体総合銀メダル竹本正男・小野喬・相原信行・河野昭・久保田正躬・塚脇伸作
- 1960年 ローマオリンピック団体総合金メダル 竹本正男・小野喬・相原信行・遠藤幸雄・三栗崇・鶴見修治（日本史上初の体操団体総合金メダル）
- 1964年 東京オリンピック団体総合金メダル 小野喬・遠藤幸雄・鶴見修治・山下治広・早田卓次・三栗崇（史上初のアジア開催のオリンピックで団体総合2連覇）
- 1968年 メキシコシティオリンピック団体総合金メダル 加藤武司・中山彰規・加藤沢男・塚原光男・監物永三・遠藤幸雄（団体総合3連覇）
- 1972年 ミュンヘンオリンピック団体総合金メダル 加藤沢男、中山彰規、塚原光男、監物永三、笠松茂、岡村輝一（団体総合4連覇）
- 1976年 モントリオールオリンピック団体総合金メダル 加藤沢男、塚原光男、監物永三、藤本俊、五十嵐久人、梶山広司（団体総合5連覇）
- 1984年 ロサンゼルスオリンピック団体総合銅メダル 梶谷信之、山脇恭二、平田倫敏、具志堅幸司、外村康二、森末慎二
- 1988年 ソウルオリンピック団体総合銅メダル 水島宏一、小西裕之、山田隆弘、佐藤寿治、西川大輔、池谷幸雄
- 1992年 バルセロナオリンピック団体総合銅メダル 西川大輔、池谷幸雄、知念孝、畠田好章、松永政行、相原豊
- 2004年 アテネオリンピック団体総合金メダル 鹿島丈博、冨田洋之、中野大輔、米田功、塚原直也、水鳥寿思（28年ぶりの団体総合金メダル）
- 2008年 北京オリンピック団体総合銀メダル 鹿島丈博、中瀬卓也、沖口誠、坂本功貴、冨田洋之、内村航平
- 2012年 ロンドンオリンピック団体総合銀メダル 田中和仁、内村航平、田中佑典、山室光史、加藤凌平
- 2016年 リオデジャネイロオリンピック団体総合金メダル 内村航平、加藤凌平、田中佑典、山室光史、白井健三（12年ぶりの団体総合金メダル）
- 2021年 東京オリンピック団体総合銀メダル 橋本大輝、萱和磨、谷川航、北園丈琉
- 2024年 パリオリンピック団体総合金メダル 橋本大輝、萱和磨、岡慎之助、杉野正尭、谷川航

### 女子
- 1964年 東京オリンピック 団体総合銅メダル 池田敬子・相原俊子・小野清子・中村多仁子・辻宏子・千葉吟子